# Sanofi–GSK Covid-19 Vaccine
Sanofi–GSK COVID-19 vaccine, kodnamn VAT00002 och VAT00008, är ett covid-19-vaccin som utvecklats av det franska läkemedelsbolaget Sanofis vaccindivision Sanofi-Pasteur och det brittiska läkemedelsbolaget Glaxo Smith Kline.

## Historia
Den 27 maj 2021 inleddes en fas 3-studie med cirka 35 000 deltagare.

## Status

### Juridisk status
I juli 2021 inledde Europeiska läkemedelsmyndigheten en rullande granskning av Vidprevtyn, ett Covid-19-vaccin som utvecklats av Sanofi Pasteur.

### Beställningar
I juli 2021 beställde den brittiska regeringen 60 miljoner doser av vaccinet som utvecklas av Sanofi-GSK. Även USA beställde 100 miljoner doser av vaccinet för närmare 2,1 miljarder dollar. Den svenska regeringen har också beställt 4,9 miljoner doser av vaccinet.